# Per Frandsen
Per Frandsen (Copenhague, 6 de fevereiro de 1970) é um ex-futebolista profissional dinamarquês, meia, retirado, atualmente é assitente técnico.

## Carreira
Per Frandsen representou a Seleção Dinamarquesa de Futebol nas Olimpíadas de 1992 e a Copa do Mundo de 1998.